# 马洛扎
马洛扎（法語：Malauzat，法語發音：[maloza]）是法国多姆山省的一个市镇，位于该省中北部，属于里永区。马洛扎是里永城市公共社区的一部分。

## 地理
马洛扎（45°50'50"N, 3°3'13"E）面积5.99 平方千米，位于法国奥弗涅-罗讷-阿尔卑斯大区多姆山省，该省份为法国中南部省份，北起阿列省接壤，东临卢瓦尔省，南至上盧瓦爾省和康塔爾省，西接科雷兹省和克勒兹省。
与马洛扎接壤的市镇（或旧市镇、城区）包括：布朗扎、沙托盖、昂瓦勒、马尔萨、莫扎克、萨亚、沃尔维克。

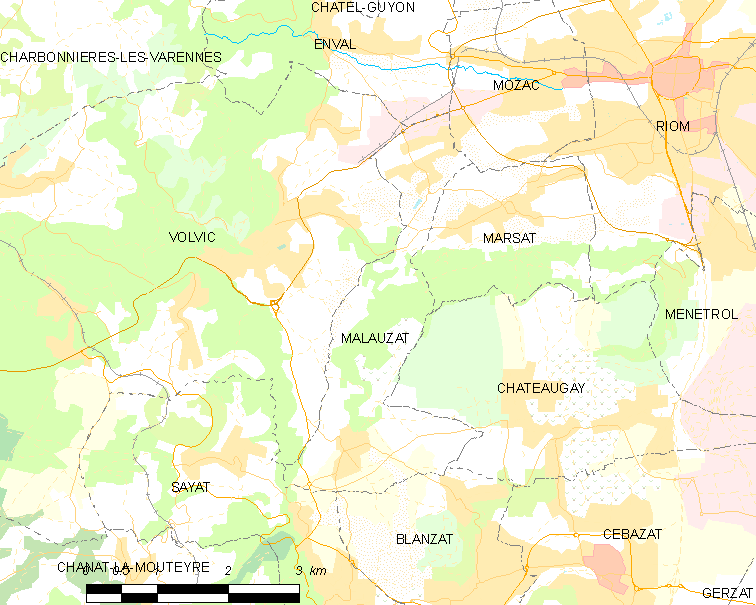
马洛扎的OSM定位图

马洛扎的时区为UTC+01:00、UTC+02:00（夏令时）。

## 行政
马洛扎的邮政编码为63200，INSEE市镇编码为63203。

## 政治
马洛扎所属的省级选区为沙泰勒吉永县。

## 人口

1962-2008年间马洛扎人口变化图示

马洛扎于2022年1月1日时的人口数量为1160人。